# Wietnam Południowy na Letnich Igrzyskach Olimpijskich 1972
Reprezentacja Wietnamu Południowego na Letnich Igrzyskach Olimpijskich 1972 w Monachium składała się z dwóch zawodników – Hồ Minh Thu i Hương Hoàng Thi, który debiutował w igrzyskach olimpijskich. Był to ostatni występ reprezentacji Wietnamu Południowego na igrzyskach olimpijskich.

## Strzelectwo
Strzelectwo było jedyną dyscypliną w której zmagali się reprezentanci Wietnamu.
Mężczyźni
- Hồ Minh Thu
- Hương Hoàng Thi

| Zawodnik        | konkurencja           | Runda 1 | Runda 2 | Runda 3 | Runda 4 | Runda 5 | Runda 6 | W sumie | Miejsce | Źródło |
| --------------- | --------------------- | ------- | ------- | ------- | ------- | ------- | ------- | ------- | ------- | ------ |
| Hồ Minh Thu     | Pistolet dowolny 50 m | 80      | 89      | 93      | 86      | 83      | 93      | 524     | 49      | [ 1 ]  |
| Hương Hoàng Thi | Pistolet dowolny 50 m | 80      | 77      | 80      | 85      | 84      | 81      | 487     | 56      | [ 2 ]  |